# Nassella pseudopampagrandensis
Nassella pseudopampagrandensis är en gräsart som först beskrevs av José Aristida Alfredo Caro, och fick sitt nu gällande namn av Mary Elizabeth Barkworth. Nassella pseudopampagrandensis ingår i släktet nassellor, och familjen gräs. Inga underarter finns listade i Catalogue of Life.